# New Road (Catmandu)

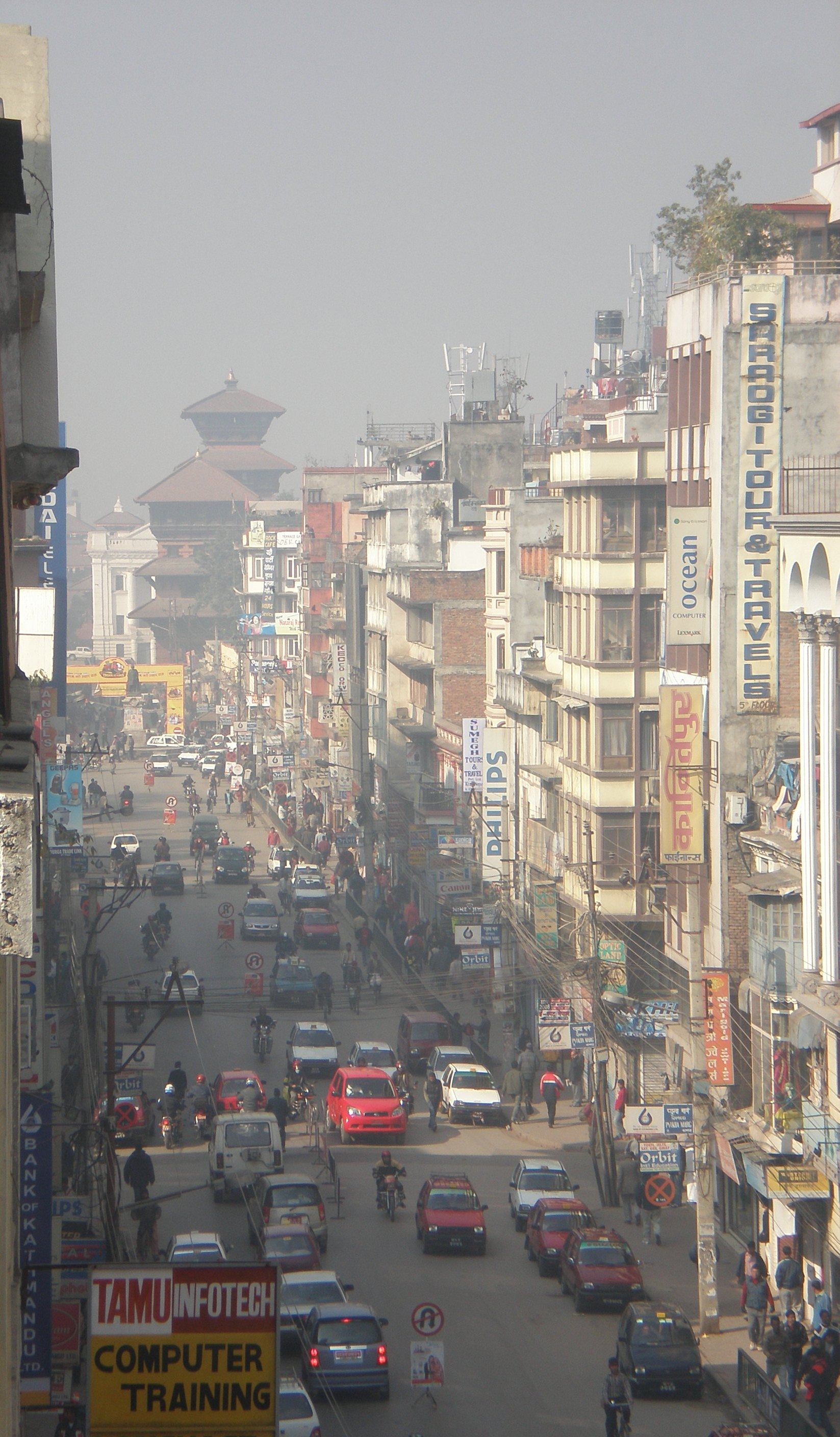
A New Road em 2007, vista de leste para oeste; ao fundo avistam-se as torres em forma de pagode nepalês do antigo palácio real, o Hanuman Dhoka

New Road (em nepali: नयाँ सडक,; romaniz.: Naya Sadak; em neuari: न्हु सडक; trad.: "Estrada Nova") é o centro financeiro e uma dos principais áreas comerciais de Catmandu, a capital do Nepal. Em rigor, o nome designa especificamente a avenida principal da área, que liga Kantipath (também chamada Estrada Real), um dos eixos principais da cidade, a leste, com a praça Darbar, a oeste (embora o tramo mais ocidental se chame oficialmente Layaku e seja mais estreito).
É uma das áreas mais movimentadas da cidade e é habitada sobretudo por neuaris, a etnia dominante no vale de Catmandu. Foi construída durante o governo do primeiro-ministro e ditador Juddha Shamsher Rana, a seguir ao grande terramoto de 1934 que provocou o desmoronamento da maior parte dos edifícios da zona. A avenida, que trouxe um toque de cidade moderna estrangeira ao labirinto de velhas ruas da velha Catmandu, começou por chamar-se Juddha Sadak em homenagem ao ditador. Na rotunda mais ocidental ergue-se uma estátua de Juddha Shamsher. Ironicamente, as ruas que radiam desse cruzamento foram oficialmente batizadas nos anos 1970 com os nomes de quatro mártires da sua administração, passando a avenida a ser conhecida como New Road.
Foi na New Road que se instalaram as delegações e lojas de grandes multinacionais, como His Master's Voice, Remington, Singer, Bata, etc. Foi igualmente em New Road que abriu a primeira lavandaria a seco, a primeira loja de pronto-a-vestir e existiu o primeiro cinema do Nepal, o Janasewa Cinema, que ardeu misteriosamente em 1961.
Alguns locais emblemáticos de New Road:
- New Road Gate, um monumento em forma de porta que marca a entrada da avenida no lado oriental.

- Estátua de Juddha Samsher.

- Bhugol Park, um pequeno jardim público na aprte sudoeste.

- O primeiro quartel de bombeiros (damkal) do Nepal, no extremo sudoeste.

- Sede do Gorkhapatra Sansthan, o primeiro jornal diário do Nepal.

- Sede do Nepal Bank Limited, o primeiro banco comercial do Nepal.

- Bishal Bajar, o primeiro supermercado do Nepal, na parte noroeste.

- Ranjana Cinema Hall, no lado norte

- Sankata Mandir, um pequeno templo hindu dedicado à deusa Sankata Vhairab e situado na zona de Te-Bahal, na parte oriental de New Road.

- Praça Darbar ou Basantapur Darbar, onde se situa o Hanuman Dhoka, o antigo palácio real.